# Chonchi

Chonchi é uma comuna chilena da Região de Los Lagos, localizada na Ilha Grande de Chiloé.
A comuna faz parte da província de Chiloé, limitando-se: ao norte com Castro; ao sul com Quellón; a sudoeste com Queilén; a leste com Pugueldón; a oeste com o Oceano Pacífico. A única ilha menor que faz parte da comuna é a ilhota de Linlinao. Na comuna está Cucao, o único povoado na costa ocidental da Ilha Grande e a entrada do Parque Nacional Chiloé. Entre Cucao e Chonchi, está o lago Huillinco-Cucao e junto a este, o povoado de Huillinco. 
Foi fundada em 3 de agosto de 1767 e a comuna conta, segundo o censo de 2002 com 12.572 habitantes. A vila de San Carlos de Chonchi, a sede da comuna, tem uma pequena parte deste total.
A localidade de Chonchi é chamada a Cidade dos Três Pisos porque está construída sobre três terraços naturais. Sua igreja de madeira é uma das 16 do arquipélago que foram declaradas Patrimônio da Humanidade. Dentro da comuna, a outra igreja que também é Patrimônio da Humanidade é a de Vilupulli, conhecida por sua delgada torre. Também existem grandes casas de madeira construídas no princípio do século XX durante o auge da exploração do cipreste das Guaitecas, quando o chonchino Ciriaco Álvarez era chamado de "Rei do Cipreste". O forte Tauco é uma pequena fortaleza em ruínas que defendia a entrada de Castro durante o período colonial, porém nunca chegou a ser usado.

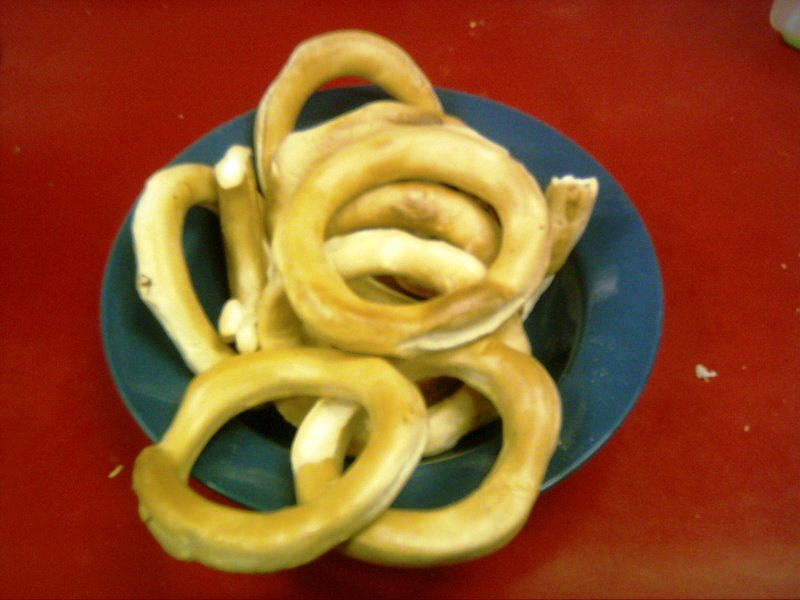
Roscas chonchinas

Duas receitas típicas da cozinha chonchina são o licor de ouro, feito com soro de leite, açafrão e ovo, e as roscas chonchinas.